# Meseta Benham
La meseta Benham, también conocida como la  meseta de Filipinas, es una región submarina  sísmicamente activa y un ambiente volcánico extinto situado en el Mar de Filipinas aproximadamente a 250 km (160 millas) al este de la costa norte de Dina Pigüé.
Bajo el Mar de Filipinas se encuentran una serie de cuencas como la Cuenca del Oeste de Filipinas (PTB), en cuyo interior se encuentra la Falla Cuenca Central (CBF). La meseta Benham se encuentra en la CBF y su base probablemente representa un micro continente. Se han realizado barios estudios científicos con el fin de estudiar su naturaleza y su impacto en la tectónica de subducción, entre ellos uno sobre sus efectos en el terremoto de 1990 en Luzón. Filipinas reivindicó esta meseta como parte de su plataforma continental en una reclamación presentada ante la Comisión de Límites de la Plataforma Continental de las Naciones Unidas el 8 de abril de 2009, y que fue aprobada en virtud de la Convención de las Naciones Unidas sobre el Derecho del Mar (UNCLOS) en 2012.
La meseta fue nombrada por los topógrafos estadounidenses, que fueron los descubridores probables de la característica geológica, por el nombre del almirante Andrew Ellicott Kennedy Benham (1932/05) que fue un oficial de la Marina de los Estados Unidos, que sirvió con tanto en el Atlántico Sur y del Golfo West bloqueando escuadrones durante la Guerra Civil Americana.  
Son aguas territoriales de la Filipinas, ya que la meseta Benham se encuentra justo al este de Luzón.
A pesar de su proximidad con el archipiélago, la meseta no estaba anteriormente incluida en el territorio de Filipinas. El 8 de abril de 2009, la República de las Filipinas presentó reclamos sobre estas aguas territoriales a la Comisión de las Naciones Unidas sobre los Límites de la Plataforma Continental en relación con la plataforma continental en la región de la meseta Benham. Esto fue presentado como parte de solicitar la ampliación de las líneas de base del archipiélago y la zona económica exclusiva a través de una ley que también incluyó otras reclamaciones por territorios en disputa como las Islas Kalayaan (islas Spratly) y el bajo de Masinloc. 
El Congreso de Filipinas promulgó la Ley Nº 9522, también conocida como la Ley de Líneas de Base de los archipelágos, que es la base de la reclamación.